# Compañía Balear de Automóviles
C.B.A. o CBA fou una marca mallorquina d'automòbils, fabricats per l'empresa Compañía Balear de Automóviles, SA a Palma entre 1982 i 1986. Fundada per l'argentí d'origen suec Thomas Wadström, l'empresa tenia la seu al número 37 del carrer Gremi de Tintorers, al polígon "La Victòria" de Palma. Els C.B.A. eren cotxes d'estil "vintage", inspirats en les carrosseries De Dion-Bouton de començaments del segle xx, i duien motor de Citroën 2CV.

## Història
El 1983, C.B.A. va presentar els seus models al Saló de l'Automòbil de Barcelona. La intenció de l'empresa era fabricar automòbils per al seu ús turístic, pensant en vendre'ls als nombrosos establiments de lloguer de cotxes de les illes Balears.
Els cotxes CBA varen tenir cert èxit inicial, sobretot en zones costaneres i se'n va arribar a exportar el 40% de la producció, principalment a Alemanya i els Països Baixos. Wadström va negociar el muntatge dels seus models en altres països, però finalment l'aventura comercial fracassà a causa de l'elevat preu final dels vehicles, producte de la seva fabricació artesanal. El 1985, CBA inicià la fabricació de cotxes elèctrics i traspassà la fabricació dels seus anteriors models de benzina a les illes Canàries, on va crear l'empresa Clásicos Canarios de Automóviles (CCA). El 1986, Wadström es va morir de manera sobtada i l'empresa es va dissoldre. Es calcula que la seva producció total va ser d'uns 300 automòbils.
La dissolució de CBA no va suposar la fi dels seus models, si més no de forma immediata, ja que l'empresa espanyola Aboleiro SA n'adquirí la llicència de fabricació i en va continuar la venda durant una temporada, per bé que a preus elevats i només per encàrrec. En desaparèixer Aboleiro, el disseny dels antics CBA fou reprès per l'empresa belga Alveras, especialista en la transformació de Citroën 2CV.

## Models

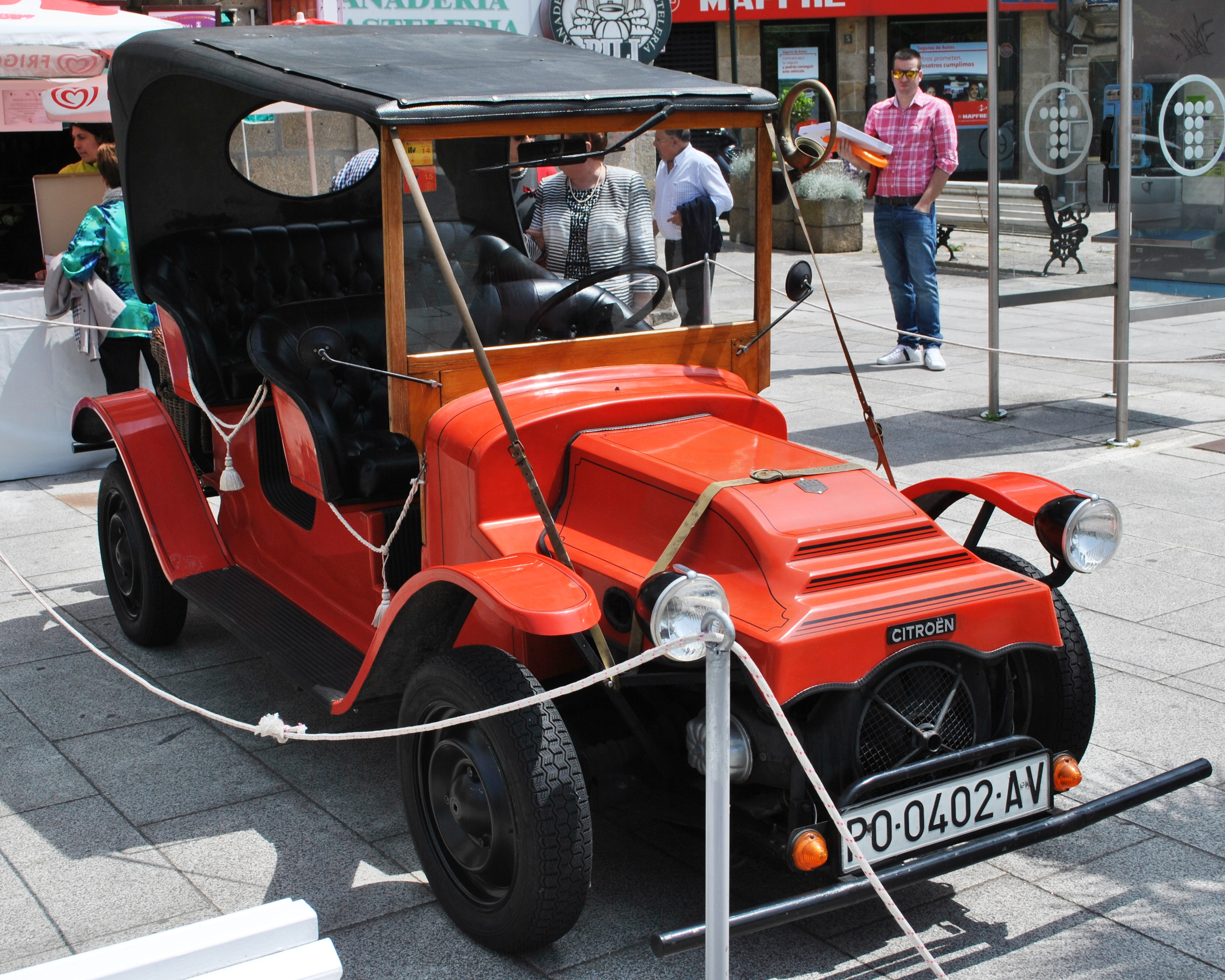
Un CBA Condesa dels volts de 1984

El model bàsic de CBA, anomenat Condesa, tenia una carrosseria tipus faetó amb capota rígida desmuntable de color negre. N'hi havia també versió "pick-up", amb només dos seients i una caixa de càrrega feta en fustes nobles envernissades. La seva capacitat de càrrega era de 350 kg.
La versió de luxe, anomenada Duquesa, tenia una línia similar però incloïa detalls exclusius com ara la tapisseria de més qualitat, el filetejat daurat de la carrosseria, una maleta de vímet al darrere, dos petits calaixos laterals i tapaboques per a les llandes (les originals de xapa del 2CV). El portamatrícula, els fars, la botzina i els para-xocs especials eren totalment o en part de llautó, i la gamma de colors era més fosca que la del Condesa.
La velocitat de creuer dels CBA era de vora 70 km/h per a tots els models. El 1984, els preus del Condesa, pick-up i Duquesa eren de 609.973 pts, 622.211 pts i 706.050 pts respectivament.
El 1984, l'empresa va presentar al saló Expoocio el seu prototipus de furgoneta Don Furgón -derivada del pick-up-, la qual tenia previst fabricar quan acabés la construcció d'una nova fàbrica a Sagunt, Camp de Morvedre. També estudiava llançar un model d'aspecte esportiu.